# Ирида
Ирида или Ирис (на гръцки: Ἶρις – небесна дъга) е богиня на дъгата в гръцката митология. Тя е дъщеря на бог Тавмант и океанидата Електра, сестра на харпиите, понякога е съпруга на Зефир. Изобразявана е като прекрасна девойка с дългоцветни шафранни крила. Богинята Хера, като владетелка на въздушната влага, е нейна главна господарка. Ирида безропотно изпълнява задачите, които тя ѝ възлага.
Така както дъгата се простира от небето до земята, така и Ирида е посредница между боговете и хората. И в Илиада именно тя, по заповед на Зевс, съобщава на троянците за готвещата се атака на ахейците. При нея винаги има златна чаша за вода, която Ирида налива от подземната река Стикс, вода в която са се клели боговете. Тази вода тя дава на облаците и те с дъждовете си напояват земята. Така се осъществява връзката между трите свята – богове, хора и подземното царство. Тя често е показвана и като начин за комуникация. Според митовете ако хвърлиш една драхама в дъгата и кажеш името на човека с който искаш да се свържеш ще получиш връзка с него.
Ирида, вестителката на Хера, съпровожда душите на жените в царството на мъртвите, също както Хермес, вестителят на Зевс, душите на мъжете. На богинята е посветено цветето ирис. Тя най-често се изобразява върху еднорог, а след него дъга.